# Гарадаглы (Ходжавендский район)
Гарадаглы, также  Карадаглы (азерб. Qaradağlı)  — село в Ходжавендском районе Азербайджана, является центром Гарадаглинского сельского административно-территориального округа.

## Расположение
Село Гарадаглы входит в состав Гарадаглинского сельского административно-территориального округа Ходжавендского района, при этом село Гарадаглы является центром этого сельского административно-территориального округа. Село расположено на левом берегу небольшой реки Ханашенчай к югу от автодороги Ханкенди — Ходжавенд.

## История
По кавказскому календарю 1856 года Варандалу (арм. Վարանդալու) армянское село Варандинского участка Шемахинской губернии.
С 1867 года село находилось в составе Шушинского уезда Елизаветпольской губернии.
В «Кавказском календаре» на 1910 год село указано как Варандалы. Население по данным на 1908 год составляло 500 человек, в основном азербайджанцы, указанные в календаре как «татары». В «Кавказском календаре» на 1912 год село указано как Карадаглу-Варандаглу.
В советский период село входило в состав Кагарцинского сельсовета Мартунинского района Нагорно-Карабахской автономной области (НКАО) Азербайджанской ССР.
2 сентября 1991 года на совместной сессии Нагорно-Карабахского областного и Шаумяновского районного Советов народных депутатов была принята Декларация о провозглашении Нагорно-Карабахской Республики в границах Нагорно-Карабахской автономной области (НКАО) и сопредельного Шаумяновского района Азербайджанской ССР.
26 ноября 1991 года Верховный Совет Азербайджанский Республики принял Закон "Об упразднении Нагорно-Карабахской автономной области Азербайджанской Республики". В этом Законе было постановлено помимо упразднения Нагорно-Карабахской Автономной Области (НКАО), в том числе также и переименование Мартунинского района в Ходжаведский и включение района в число районов республиканского подчинения. В настоящее время село Гарыдаглы является центром Гарадаглинского сельского административно-территориального округа Ходжавендского района.
17 февраля 1992 года во время Первой Карабахской войны село было захвачено армянскими силами, а его население, как и население сел Малыбейли и Агдабан, также захваченных армянскими силами, было изгнано, что привело к гибели по меньшей мере 99 гражданских лиц, а 140 человек получили ранения. Таким образом, село попало под контроль непризнанной Нагорно-Карабахской Республики (НКР).
После этого, село власятми непризнанной НКР было переименовано в Варанда (арм. Վարանդա). Согласно административно-территориальному делению непризнанной республики село располагалось в Мартунинском районе НКР.
Жители — азербайджанцы, были расселены в посёлке для вынужденных переселенцев в Бейлаганском районе Азербайджана.
Согласно Трёхстороннему Заявлению в ночь с 9 по 10 ноября 2020 года, подписанному по итогам 44-дневной войны, село перешло под контроль Российских миротворческих сил.
В результате военных действий произведённых Вооружёнными Силами Азербайджана в Карабахе 19-20 сентября 2023 года, село было возвращено под контроль Азербайджана.

## Население
По состоянию на 1 января 1933 года в селе проживало 370 человек (75 хозяйств), все — армяне.
В 2005 году население села составляло 67 человек, в 2010 году 99 человек.